# لورانس دبليو. باتلر
لورانس دبليو. باتلر (بالإنجليزية: Lawrence W. Butler)‏ هو مخرج أمريكي، ولد في 30 يوليو 1908 في آكرون في الولايات المتحدة، وتوفي في 19 أكتوبر 1988 في فالبروك في الولايات المتحدة.

## وصلات خارجية
- لورانس دبليو. باتلر على موقع IMDb (الإنجليزية)
- لورانس دبليو. باتلر على موقع ألو سيني (الفرنسية)
- لورانس دبليو. باتلر على موقع أول موفي (الإنجليزية)
- لورانس دبليو. باتلر على موقع قاعدة بيانات الأفلام السويدية (السويدية)
- لورانس دبليو. باتلر على موقع قاعدة بيانات الفيلم (الإنجليزية)
- لورانس دبليو. باتلر على موقع كينوبويسك (الروسية)